# Рибак Михайло Володимирович
Миха́йло Володи́мирович Риба́к (10 липня 1994; Городище, Житомирська область — 14 жовтня 2014; Одеса) — український військовик, вояк 51 ОМБр. Кавалер ордена «За мужність» III ступеня.

## Короткий життєпис
Народився 1994 року в селі Городище (Черняхівський район, Житомирська область). Закінчив ПТУ, водій-автослюсар. 2013 року демобілізувався зі строкової служби в ЗС України, працював вантажником. У квітні 2014 року за мобілізацією повернувся до війська, солдат, 51-ша окрема механізована бригада.
22 травня 2014 року зазнав важких поранень під час нападу на блокпост під Волновахою — вогнепальне кульове поранення руки, осколкове поранення голови та контузія. Довший час після контузії перебував у госпіталі, стан весь час погіршувався. 14 жовтня 2014-го помер у Військово-медичному клінічному центрі Південного регіону (Одеса) від важких поранень, яких зазнав у бою під Волновахою.
Похований у селі Городище, Черняхівський район.
Без Михайла лишились батько і сестра.

## Нагороди і вшанування
За особисту мужність і героїзм, виявлені у захисті державного суверенітету та територіальної цілісності України, вірність військовій присязі під час російсько-української війни, відзначений — нагороджений
- 27 червня 2015 року — орденом «За мужність» III ступеня
- У рідному селі відкрито пам'ятник на честь Михайла Рибака[2].
- Був згаданий першим під час запровадження ритуалу вшанування українських військовиків у Залі пам'яті.
- Його портрет розміщений на меморіалі «Стіна пам'яті полеглих за Україну» у Києві: секція 4, ряд 4, місце 32